# 神龙 (特殊攻击机)

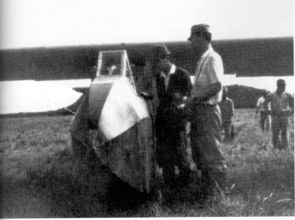
瑞野·金柳（Mizuno Jinryu）滑翔机试验场的原始照片。其他信息：这张照片描绘的是水野金龙，在设计神龙之前的原始滑翔机变体。

神龙（神龍），是日本海军在“第二次世界大战”（太平洋战争）的末期由“美津浓”公司开发的火箭助力“特殊攻击机”，但是整个计划未能进入正式生产阶段。

## 发展过程

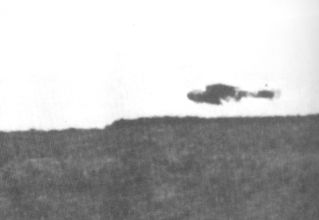
着陆时的神龙

### 构思
“神龙”特殊攻击机由“美津浓”公司负责开发，在机头的内部像“海军航空技术厂”MXY-7“樱花”一样埋藏了炸药，在机身的前部安装了一套“鸭翼”，后方安装了两台垂直助推火箭，主翼保持了后倾斜设计。机翼的下面还准备安装八发火箭彈来拦截敌方地上装甲车目标，有点像“巴赫姆”Ba－349“纳特”。然而从生产方面考虑，“神龙”的制造流程过于复杂，很难依靠缺乏技术的工人来完成，价格和实用性也不如更加简易的“樱花”。如果目标为敌方装甲车，它的生产性和价格与其它步兵携带的“反装甲”设备如“四式火箭炮”和“五式无后座力炮”相比也非太经济。“神龙”一式机可能像“樱花”一般搭载在如“一式陆上攻击机”或“银河”轰炸机的底座或由其直接拖到空中，再用自带的两台助推火箭在最后的俯冲攻击阶段提供动力，在发射了全部八发火箭后再依靠机头内的高爆炸药来完成最后一击。更加先进的“神龙”二式机则像“三菱重工”的“秋水”一样用自己的发动机来维持包括起飞在内的全程飞行。在“第二次世界大战”正式结束前，由于设计组一直纠结于其复杂的机身设计，只完成了不超过五架纯粹的一式训练机，而二式机未能走出图纸阶段。

## 机型
神龙一式机
安装了两台助推火箭的滑翔机型号。
神龙二式机
依靠自身动力起飞的的未来构想衍生型号。

## 性能
| 机型           | 神龙                                                            |
| -------------- | --------------------------------------------------------------- |
| 编号           | 无                                                              |
| 全宽           | ?m                                                              |
| 全长           | ?m                                                              |
| 全高           | ?m                                                              |
| 机翼面积       | ?m²                                                             |
| 机翼最大承受力 | ?kg/m²                                                          |
| 机身自重       | ?kg                                                             |
| 战斗重量       | ?kg                                                             |
| 发动机         | 两台“三菱”固体燃料“特吕一号”（特呂一号）火箭（“Tokuro－1”，每台330lbf） |
| 最高时速       | ?km/h                                                           |
| 爬升速度       | ?m/min                                                          |
| 最高飞行高度   | ?m                                                              |
| 最大飞行距离   | ?km                                                             |
| 装备           | 机头炸药外加8发火箭彈                                           |
| 生产数量       | 五架一式训练机                                                  |

## 相关项目
- 梅花
- 樱花
- 震电

## 备注
1. ↑  [.   [2010-08-09]. （原始内容存档于2016-03-05）. ]
2. ↑  [.   [2010-08-09]. （原始内容存档于2016-03-04）. ]